# L'anima di Koura-San
L'anima di Koura-San (The Soul of Kura San) è un film muto del 1916 diretto da E.J. Le Saint (Edward LeSaint) che ha come protagonista Sessue Hayakawa.

## Trama
In Giappone, Naguchi, proprietario di una sala di tè, non vede di buon occhio che sua figlia Kura-San frequenti Toyo, un artista povero in canna. Il giovane, allora, parte in cerca di fortuna alla volta degli Stati Uniti dove si trova suo zio, un ricco mercante. Benché Toyo sia partito proprio per poter guadagnare il denaro che gli consentirà di sposare l'amata, Naguchi convince la figlia che Toyo l'ha abbandonata e che si è sposato con un'altra. Kura-San, diventata la modella di un pittore americano, Herbert Graham, parte con lui per gli Stati Uniti. Lì si lascerà sedurre dall'uomo. Di ritorno in Giappone, scopre che Toyo è venuto per sposarla. Oppressa dalla vergogna, la ragazza si uccide.
Toyo, allora giura vendetta. Vuole rendere pane per focaccia al suo rivale e, tornato di nuovo negli Stati Uniti, progetta di sedurgli la fidanzata, Anne Willoughby. Dopo essere riuscito a convincerla a venire da lui, l'aggredisce davanti al ritratto di Kura-San,, cercando di forzare le sue resistenze. Poi, però, si ferma: gli occhi di Kura-San sembrano fissi su di lui, che lo pregano di non commettere quell'atto vigliacco. Toyo, distrutto, lascia andare via, libera, la donna.

## Produzione
Il film fu prodotto dalla Jesse L. Lasky Feature Play Company.

## Distribuzione
Il copyright del film, richiesto dalla Jesse L. Lasky Feature Play Co., fu registrato il 26 ottobre 1916 con il numero LP9406.
Distribuito dalla Paramount Pictures e dalla Famous Players-Lasky Corporation, il film - presentato da Jesse L. Lasky - uscì nelle sale cinematografiche statunitensi il 30 ottobre 1916. In Italia venne distribuito dalla Pathé nel 1921.
Non si conoscono copie ancora esistenti della pellicola che viene considerata presumibilmente perduta.